# Aigen im Ennstal
Aigen im Ennstal è un comune austriaco di 2 563 abitanti nel distretto di Liezen, in Stiria.